# Queimada Nova
Queimada Nova est une municipalité brésilienne située dans l'État du Piauí.